# Jessi Colter
Jessi Colter, de son vrai nom Miriam Johnson, est une chanteuse et auteure-compositrice-interprète de musique country, née le 25 mai 1943 à Phoenix, dans l'État de l'Arizona.
Elle fut l'épouse, en premières noces, du guitariste de rock Duane Eddy, de 1963 à 1968.
Elle a été l'épouse, en secondes noces, de Waylon Jennings, de 1968 jusqu'à la mort de l'artiste en 2002. En dehors de sa carrière solo, elle a collaboré à deux albums et plusieurs singles de son mari.
Après avoir raréfié sa présence sur la scène musicale dans les années 1980 et 1990, elle a entamé une sorte de nouvelle carrière, depuis 2006, avec l'album Out of the Ashes, ainsi que, l'année suivante, avec un duo avec Deana Carter, sur l'album The Chain, reprenant la chanson I'm Not Lisa, qui fut l'un des principaux succès, en 1975, de l'album I'm Jessi Colter.